# Clue (película)
Clue (titulada Clue: El castillo del misterio en Chile, El juego de la sospecha (Cluedo) en España, ¿Quién es el culpable? en México o Siete sospechosos en Perú) es una película estadounidense de 1985, una comedia de intriga basada en el juego de mesa Cluedo, conocido también como Clue (en inglés, «pista» o «indicio»), creado por Anthony E.Pratt y comercializado por Hasbro. El guion fue coescrito por John Landis y Jonathan Lynn, quien dirigió la película, y la producción corrió a cargo de Debra Hill. Está protagonizada por un reparto coral formado por los actores Eileen Brennan, Tim Curry, Madeline Kahn, Christopher Lloyd, Michael McKean, Martin Mull y Lesley Ann Warren.
Sobre la base de los objetivos del juego de mesa se rodaron tres posibles finales que se mostraban aleatoriamente durante su proyección en salas de cine. Para el lanzamiento en vídeo se incluyeron los tres finales (los dos primeros presentados como "posibles finales" y el tercero revelado como el verdadero final). En la versión editada en DVD se da la opción de elegir uno de los finales de manera aleatoria o incluir los tres finales seguidos como en la versión en VHS. 
La película no tuvo éxito en taquilla y recaudó 14,6 millones de dólares en Estados Unidos (cantidad levemente inferior al presupuesto). Aunque las críticas no fueron muy positivas en su momento con el tiempo se ha convertido en una película de culto, alabándose su elenco, los gags y el ritmo frenético impuesto por el guion y la dirección, y han sido recurrentes las noticias para hacer un remake de la misma historia.

## Sinopsis
En 1954, en plena era del macarthismo, seis extraños son invitados a una fiesta en la lujosa, aislada y algo tétrica Mansión Hill, situada en lo alto de una colina. Allí son recibidos uno a uno por el mayordomo, Wadsworth (Tim Curry), quien les recuerda que les han sido asignados unos alias para preservar sus identidades. El mayordomo los conduce entonces al comedor. Allí, sumidos en un incómodo silencio, será la Señora Faisán (Eileen Brennan) quien intentará romper el hielo iniciando una incómoda conversación a raíz de la que se descubren ciertos vínculos entre los comensales. Rodeado de un halo de misterio aparece el Señor Caballero (Lee Ving), séptimo invitado, que rehúsa cenar y dice ser portador de sorpresas.
Finalizada la cena, Wadsworth conduce a los invitados al estudio, no sin antes confesarles que también él fue invitado esa noche con objeto de revelarles algo que todos tienen en común: son víctimas de chantaje y, dado que los siete están en la misma situación, se ve obligado a exponer los motivos por los que cada uno está siendo extorsionado. El primero en ser puesto al descubierto es el Profesor Pomelo (Christopher Lloyd), psiquiatra que trabaja en la Organización Mundial de la Salud, y a quién le fue retirada su licencia por mantener un romance con una paciente. 
Wadsworth revela también que la Señora Faisán aceptó sobornos a cambio de otorgar el voto favorable de su marido, un senador, a ciertos grupos de presión. Ella lo niega y dice estar pagando el chantaje para evitar que la historia sea utilizada políticamente contra su esposo. Por su parte, la Señorita Escarlata (Lesley Ann Warren) admite estar siendo chantajeada pero con motivo, ya que dirige un burdel ilegal y un servicio de señoritas en Washington D. C. para caballeros que desean la compañía de una jovencita. Se descubre entonces que el Coronel Mostaza (Martin Mull) frecuentaba el local y está siendo chantajeado por unas fotografías suyas que lo vinculan con una de las empleadas de la Señorita Escarlata (aunque, más tarde, se revelará que su verdadero secreto es que ganaba dinero vendiendo componentes de radio robados en el mercado negro durante la Segunda Guerra Mundial).
Wadsworth revela también el motivo de la Señora Blanca (Madeline Kahn) para asistir a la cena: es una supuesta viuda negra chantajeada para evitar un escándalo en torno a la muerte de su marido, un físico nuclear. No obstante anteriormente estuvo casada con un ilusionista que desapareció también en misteriosas circunstancias. El Señor Verde (Michael McKean) interrumpirá al mayordomo para contar él mismo su situación: es homosexual y revelar su condición le costaría su trabajo en el Departamento de Estado.
Una vez que todos los invitados conocen la causa de su presencia en la mansión, Wadsworth revela que el Señor Caballero es quien les está chantajeando. El mayordomo ha organizado la reunión para que los chantajeados se unan contra el Señor Caballero y le entreguen a la policía, que llegará en 45 minutos. Wadsworth también afirma que él mismo trabajó para el Señor Caballero y que, cuando éste descubrió que la señora Wadsworth era socialista, también fue chantajeado, lo que causó el posterior suicidio de la mujer.
El Señor Caballero toma la palabra y recuerda a los invitados que, aunque le entreguen a la policía, puede igualmente revelar sus secretos si es detenido. Les ofrece una alternativa mientras entrega una caja a cada uno de los invitados. Dentro de cada caja hay un arma (una llave inglesa, una cuerda, un tubo de plomo, una cuerda, un candelabro, una daga y un revólver). El Señor Caballero indica que cualquiera de ellos puede usar su arma para matar a Wadsworth, destruir las pruebas, y mantener sus secretos a salvo. Escapar de la mansión no es una opción, ya que las puertas están cerradas, un grupo de perros peligrosos deambula por los alrededores y Wadsworth tiene la única llave de salida. El Señor Caballero apaga la luz, creando un caos momentáneo, y se escucha un disparo en la oscuridad. Cuando se enciende la luz nuevamente es el Señor Caballero quien yace muerto en el suelo, aparentemente asesinado del disparo que se ha escuchado, aunque no presenta ninguna herida y solo hay un agujero de bala en la pared. Todos niegan haberlo matado, lo que resulta ser cierto: el Señor Caballero aparecerá muerto "de nuevo" en el pasillo, golpeado con el candelabro, después de que se descubra que la Cocinera (Kellye Nakahara) también haya sido asesinada, en la cocina, apuñalada con la daga. 
Wadsworth y los invitados tratan de averiguar quién mató al Señor Caballero separándose por parejas y registrando la casa ante la duda de saber si hay alguien más en la casa. En el transcurso de la noche otras personas visitarán la casa y también serán asesinados: un automovilista que ha sufrido una avería, con la llave inglesa en el salón; un policía que llega buscando al automovilista, con el tubo de plomo en la biblioteca; y una chica cantante de telegramas, con un disparo del revólver en el vestíbulo. La doncella, Yvette (Coleen Camp), también aparecerá asesinada en la sala de billar estrangulada con la cuerda.
Una vez que se descubren todos los muertos, seis en total, Wadsworth reúne a todos los invitados y afirma saber quién es el asesino. Realizando una frenética reconstrucción de todo lo ocurrido a lo largo de la velada, desvela que las víctimas, en algún momento del pasado, han sido cómplices del Señor Caballero en sus chantajes. Y como cada uno tenía relación con alguno de los invitados, esto permitió al Señor Caballero averiguar los secretos que usaba para chantajearles. La cocinera había trabajado para la Señora Faisán, el automovilista había sido el chófer personal del Coronel, el policía estaba siendo sobornado por la Señorita Escarlata, la chica del telegrama musical había sido paciente del Profesor Pomelo con quien mantuvo un romance, e Yvette no sólo trabajaba para la Señorita Escarlata, apareciendo en fotografía con el Coronel Mostaza, sino que había mantenido un romance con el marido de la Señora Blanca.
En este punto de la reconstrucción son interrumpidos por la llegada de un Predicador (Howard Hesseman) que viene a hablarles del Reino de Dios. La Señora Faisán le da con la puerta en las narices. Antes de revelar quién es el asesino, Wadsworth apaga las luces y aquí la película muestra tres finales diferentes. 

### Final 1
Yvette asesinó al Señor Caballero y a la Cocinera por orden de la Señorita Escarlata quien, a su vez, mató a Yvette y a todos los demás para mantener a salvo sus secretos. Su plan era utilizar toda la información revelada sobre los invitados en su propio beneficio. Descubierto el secreto, la Señorita Escarlata saca el revólver de su bolso, probando que es la asesina, y apunta a los demás con él, pero Wadsworth le advierte que ya se han gastado todas las balas. Ella insiste en que todavía queda una y trata de matar a Wadsworth. En ese momento la policía, comandados por el Predicador, quien resulta ser el jefe de la policía, irrumpe en la mansión llevándose arrestada a la Señorita Escarlata. Wadsworth revela ser en realidad un agente encubierto del FBI y, empuñando el revólver, dispara sobre la lámpara de araña de la entrada para demostrar que no quedan balas. Pero sí quedaba una que, al ser disparada, hace caer estrepitosamente la lámpara asustando a los presentes.

### Final 2
La Señora Faisán es la asesina. Mientras apunta a Wadsworth con la pistola inquiriéndole sobre qué va a hacer, éste responde que nada ya que, con su acción, se han librado del chantajista que los atormentaba. El mayordomo sugiere apilar los muertos en la bodega y que cada cual se marche como si tal cosa. Una vez que la Señora Faisán sale de la casa, apuntando a todos con el revólver, Wadsworth comunica a los presentes que es un agente encubierto del FBI enviado para investigar a la Señora Faisán, sospechosa de haber aceptado sobornos de potencias extranjeras. Cuando la Señora Faisán está a punto de subir a su coche para marcharse se topa con el Predicador, que es el jefe de policía, y es rápidamente arrestada por la policía.

### Final 3
Wadsworth revela que cada asesinato fue cometido por una persona diferente. El Profesor Pomelo mató al Señor Caballero, sabiendo que éste seguía vivo, haciendo creer a los demás que estaba muerto y por tanto eliminando la sospecha de que pudo hacerlo él. La Señora Faisán apuñaló a su antigua cocinera al ser consciente de que le había facilitado la información que facilitó el chantaje al Señor Caballero. El Coronel Mostaza mató a su antiguo chófer personal. La Señora Blanca confiesa que no sólo había matado a su marido sino también que estranguló a Yvette porque la odiaba. La Señorita Escarlata confiesa que mató al policía que sobornaba. 
El único que queda, el Señor Verde, es acusado por los demás de haber matado a la chica del telegrama, pero él insiste en que no lo hizo. Entonces Wadsworth saca el revólver de uno de sus bolsillos y revela no solo haber matado a la chica del telegrama musical, sino su verdadera identidad: él es el verdadero Señor Caballero y no el que mató el profesor, que era su mayordomo. Su plan maquiavélico era perfecto: invitó a la mansión a las víctimas (sus cómplices en los chantajes), para que fueran asesinados por los invitados, eliminando todas las pruebas y así poder seguir haciendo chantaje. Como ninguno de los invitados conoció personalmente al Señor Caballero hasta esa noche, pudo actuar durante toda la velada como el mayordomo mientras los demás hacían el trabajo sucio. 
De repente, el Señor Verde saca un revólver y mata al chantajista en el vestíbulo de un muy buen disparo. Se presenta como agente encubierto del FBI, y explica que toda la velada había sido una trampa para atrapar a los criminales. La policía, comandada por el Predicador, arresta a todos los invitados y son acusados de asesinato. Cuando el predicador, que resulta ser el jefe de policía, pregunta quién lo hizo, el Señor Verde responde que todos son culpables, pero qué él ha matado al auténtico Señor Caballero en el vestíbulo y con el revólver. Finalmente revela que su homosexualidad es una tapadera, diciendo que, con su trabajo concluido, se va a casa a dormir con su mujer.

## Reparto
| Actor             | Personaje                    |
| ----------------- | ---------------------------- |
| Eileen Brennan    | Sra. Faisán                  |
| Tim Curry         | Wadsworth, el mayordomo      |
| Madeline Kahn     | Sra. Blanca                  |
| Christopher Lloyd | Profesor Pomelo              |
| Michael McKean    | Sr. Verde                    |
| Martin Mull       | Cnel. Mostaza                |
| Lesley Ann Warren | Señorita Escarlata           |
| Colleen Camp      | Yvette, la sirvienta         |
| Lee Ving          | Sr. Caballero                |
| Bill Henderson    | Policía                      |
| Jane Wiedlin      | Chica del telegrama musical  |
| Jeffrey Kramer    | Automovilista                |
| Kellye Nakahara   | Cocinera                     |
| Howard Hesseman   | Predicador / Jefe de Policía |

## Producción

### Desarrollo

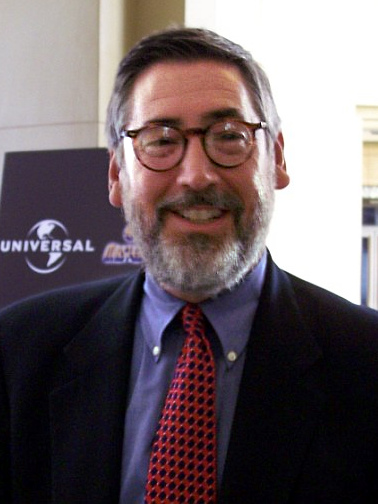
John Landis, coguionista de Clue.

El concepto de varios finales fue una idea original desarrollada por el guionista y director John Landis quien aseguró en una entrevista haber invitado al auto teatral Tom Stoppard, al escritor y compositor Stephen Sondheim y al actor Anthony Perkins a escribir el guion de la película. Por el desarrollo del proyecto finalmente el guion fue coescrito por Landis junto con el director de la película Jonathan Lynn.

"En realidad yo no tenía la ambición de dirigir una película como Clue. Pero cuando alguien te presenta un proyecto para dirigir un largometraje, aceptas. Y si es la primera vez que recibes una oferta similar, puede que también sea la última vez"
Jonathan Lynn

### Reparto

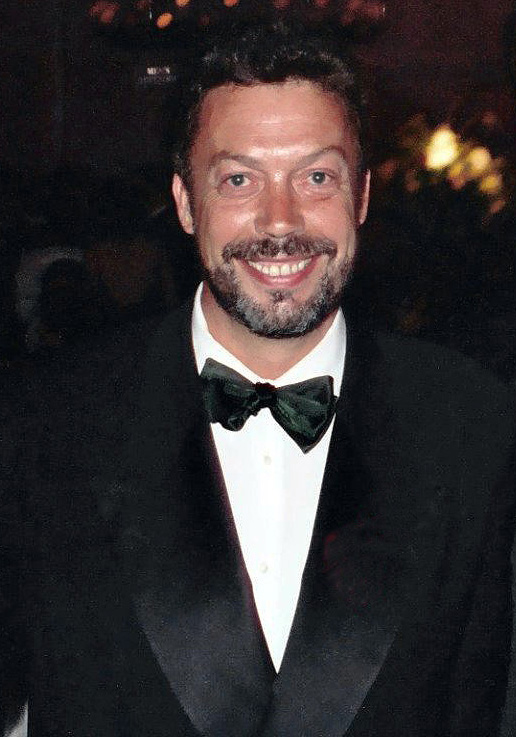
Tim Curry encarna el papel de Wadsworth, el mayordomo, rol para el que se consideró a actores como Rowan Atkinson.

En una entrevista, el director Jonathan Lynn reconoció haber elegido él mismo el reparto de la película, desoyendo las recomendaciones del departamento de casting de Paramount. Originalmente eligió para el papel de Wadsworth al actor británico Leonard Rossiter quien falleció durante la preproducción de la película. La segunda opción para Lynn fue Rowan Atkinson pero fue desechado por el estudio ya que, por aquel entonces, era un actor desconocido para el público de Estados Unidos. Finalmente el director optó por el actor Tim Curry del que era amigo personal desde la adolescencia.

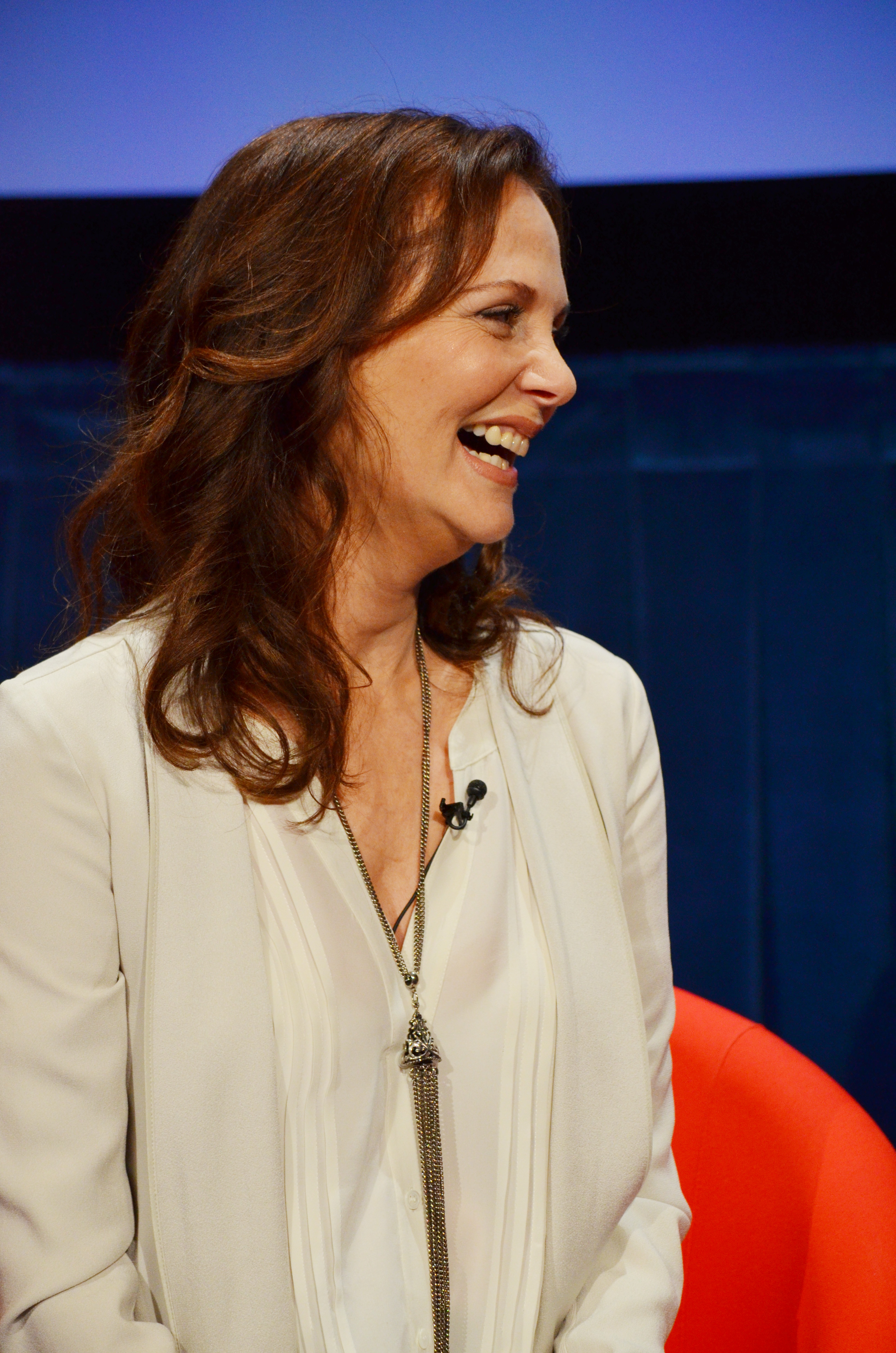
Lesley Ann Warren es la Señorita Escarlata, un rol para el que originalmente se había propuesto a Carrie Fisher.

De igual manera, con motivo de la proyección conmemorativa del 25 aniversario de la película, el propio Lynn reconocía haber querido contar con Carrie Fisher para el papel de la Señorita Escarlata. Finalmente no pudo ser debido a que, cuatro días antes del comienzo del rodaje, la actriz entró en rehabilitación y su rol lo pasó a encarnar Lesley Ann Warren.

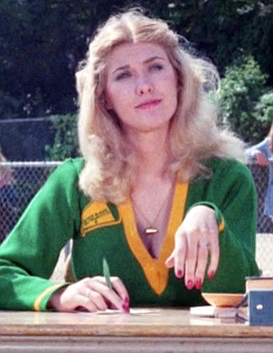
Colleen Camp acudió a la audición vestida como la voluptuosa criada francesa que quería interpretar: Yvette.

Para el papel de Yvette fueron consideradas actrices como Jennifer Jason Leigh, Demi Moore o Madonna. Ansiosa por conseguir el papel, Colleen Camp se presentó en la audición con un uniforme de criada francesa acorde al rol. Años más tarde, Lynn reconoció que, pese a quedar impresionado con las dotes cómicas de la actriz, realmente fue su voluptuosidad lo que finalmente lo convenció para darle el papel. No obstante los gritos que escuchamos como gritos de Yvette en realidad los profirió Lesley Ann Warren.
Originalmente, Martin Mull iba a dar vida al Señor Verde, pero finalmente acabó interpretando al Coronel Mostaza.
El monólogo de la Sra. Blanca sobre su odio hacia Yvette fue improvisado por Madeline Kahn.
Wadsworth menciona el objetivo del juego de mesa cuando encuentran muerto al Sr. Caballero, la única víctima en el juego, gritando: «¡Eso es lo que tratamos de averiguar! ¡Queremos saber quién le mató, dónde y con qué!».

### Rodaje
El juego de la sospecha (Cluedo) fue rodado en los estudios de sonido de la Paramount en Hollywood. El diseño del decorado corrió a cargo de Les Gobruegge, Gene Nollmanwas y William B. Majorand, junto con el decorador Thomas L. Roysden que utilizó mobiliario auténtico de los siglos XVIII y XIX, procedente de coleccionistas privados e incluso de la casa del presidente Theodore Roosevelt en Nueva York. Una vez finalizado el rodaje el set fue comprado por los productores de la serie de televisión Dinastía para que fuese usado como una de sus localizaciones fetiche: el ficticio Hotel Carlton.
Prácticamente todos los interiores de la película fueron rodados en los estudios de la Paramount, con excepción de la sala de baile y los exteriores de la casa, que fueron grabados en una mansión en South Pasadena, California. La mansión fue realzada con matte painting realizado por Syd Dutton, con el asesoramiento de Albert Whitlock. Desafortunadamente la casa fue destruida por un incendio en octubre de 2005.
Algunos de los elementos mostrados en el film corresponden con el auténtico juego de mesa en que se basa: los colores de los coches con los que cada personaje acude a la mansión son equivalentes al color de la ficha del personaje en el Cluedo; los pasadizos secretos llevan a las mismas habitaciones que en el juego (la cocina conduce al estudio y el invernadero a la sala de estar).

### El "Cuarto Final"
Originalmente, la película incluía un cuarto final que, más tarde fue desechado: 

En realidad no era muy bueno. Lo vimos y pensamos, "no, no, no, tenemos que deshacernos de esto".
Jonathan Lynn

Este final, que jamás llegó a incluirse en la película, es conocido porque aparece en la novelización de la misma. La teoría más extendida para su exclusión es que, dado que Clue balancea entre los géneros de comedia, intriga y parodia, resultaba ser un final demasiado dramático y alteraba el tono general mostrado en la película. 
En este final Wadsworth revela que el asesino es el Profesor Pomelo quien, con la ayuda de la Señora Faisán, acabó con la vida de todas las víctimas. Pero el profesor se justifica diciendo que es el mayordomo el que, en realidad, conocía los pasadizos de la mansión. Efectivamente Wadsworth se desenmascara y confiesa ser el asesino. Durante toda su vida había intentado ser perfecto: quiso ser el marido perfecto, pero su esposa se suicidó; quiso ser el mayordomo perfecto, pero acabó matando a su jefe. Así que, por lo menos, intentó cometer el crimen perfecto. 
Uno de los invitados le indica que hay seis testigos de los asesinatos. Wadsworth, lejos de amilanarse, les revela que el champán que les ofreció al comienzo de la velada en la biblioteca estaba envenenado y, a no ser que lleguen pronto a un hospital, morirán. Dicho esto el mayordomo corre de habitación en habitación arrancando los cables del teléfono y se dispone a abandonar la casa dejando encerrados a los demás. En ese instante llaman a la puerta. Es el Predicador que, lanzándose sobre Wadsworth mientras aparecen un grupo de policías, reducen al mayordomo. Wadsworth confiesa el crimen a la policía pero inesperadamente logra escapar, cerrando la puerta tras de sí. Buscando otra salida la policía y los invitados logran escapar por el invernadero para descubrir que el mayordomo ha huido en uno de los coches de policía. Wadsworth respira aliviado, creyendo estar a salvo, pero de repente escucha en el asiento de atrás el gruñido de tres perros policía que, presumiblemente, acaban atacándolo. 

### Remakes
En el año 2011, Universal Studios anunció que se encontraba en desarrollo una nueva película basada en el popular juego de mesa. Aunque el estudio acabó abandonado el proyecto, Hasbro continuó con la idea de llevar un remake a la gran pantalla, para lo cual contó con el director estadounidense Gore Verbinski. 
20th Century Fox anunció en 2016 que el proyecto de hacer un remake de Clue contaba con el visto bueno de la productora para llevarse a cabo una nueva versión.

## Estreno

### Cine
Las fechas de estreno en salas de cine indicadas a continuación corresponden a las fechas originales de estreno según los diferentes países:
| País                | Estreno                 |
| ------------------- | ----------------------- |
| Estados Unidos      | 13 de diciembre de 1985 |
| Australia           | 10 de abril de 1986     |
| Italia              | 7 de mayo de 1986       |
| Francia             | 9 de mayo de 1986       |
| Finlandia           | 9 de mayo de 1986       |
| Suecia              | 9 de mayo de 1986       |
| Alemania Occidental | 9 de mayo de 1986       |
| Irlanda             | 16 de mayo de 1986      |
| Hong Kong           | 19 de junio de 1986     |
| España              | 23 de junio de 1986     |
| Japón               | 18 de octubre de 1986   |

### Novelas
Existe una novela escrita por Michael McDowell, titulada Clue y basada en el guion original de Jonathan Lynn, publicada en inglés por Fawcett. También el mismo año de estreno de la película se publicó una adaptación juvenil llamada Paramount Pictures Presents Clue: The Storybook, escrita por John Landis, Lynn y Ann Matthews. Ambas ediciones incluyen el cuarto final que fue eliminado de la película.

### VHS, DVD y Blu-Ray
La película se comercializó para el mercado doméstico por primera vez en 1986 en formato VHS para Estados Unidos y Canadá. Hasta febrero de 1991 no comenzó a comercializarse en otros países. En junio de 2000 se editó por primera vez en formato DVD y el 7 de agosto de 2012 en formato Blu-Ray. La película, en cualquiera de sus formatos, así como en servicios de video bajo demanda como Netflix o en televisión, incluye los tres finales. De esta forma los dos primeros se muestran como "posibles soluciones" dándose cómo definitiva la expuesta en el tercer final.

### Banda sonora
La banda sonora de Clue está compuesta por John Morris (compositor conocido por crear la banda sonora de películas como El Jovencito Frankenstein de Mel Brooks o El Hombre Elefante de David Lynch). En febrero de 2011 la productora La-La Land Records lanzó por primera vez una edición limitada con la banda sonora de la película.

## Recepción
La película fue inicialmente recibida con diversidad de opiniones entre la crítica especializada. Janet Maslin, del New York Times manifestó que el comienzo «es únicamente la parte más interesante de la película. Después de eso, se viene abajo.»  De forma similar, Roger Ebert puntúa en su crítica a la película con 2 de 4 estrellas, afirmando que a pesar de un «prometedor» reparto, el «guion es tan poco consistente que (los actores) parecen pasar la mayor parte del tiempo frustrados, como si hubiesen sido interrumpidos justo antes de decir algo interesante.»
Pese a ello, con los años, El juego de la sospecha (Cluedo) se ha convertido en una película de culto entre numerosos aficionados. El portal IMDb le otorga una puntuación de 7,3 estrellas sobre 10, basándose en 59.978 opiniones. En Rotten Tomatoes obtiene un 62% de críticas positivas, con una puntuación de 5,8 sobre 10. Los usuarios de FilmAffinity España valoran la película con una puntuación media de 6,3 sobre 10, basándose en 3.592 votos. La web El Séptimo Arte le otorga un 7,8 sobre 10 de valoración. Como elementos comunes suelen valorarse positivamente el adecuado balance entre comedia, intriga y la diversión en que está impregnado todo el film. También se menciona la dificultad de traspasar personajes de un juego de mesa a personajes de carne y hueso. Son valoradas actuaciones como las de Lesley Ann Warren (Señorita Escarlata), Madeline Khan (Señora Blanca) y, especialmente, Tim Curry (Wadsworth). 

"Simpática comedia policiaca basada en el juego del cluedo y en el film 'Un cadaver a los postres'. (...) Buenas premisas, pero desiguales resultados"
Fernando Morales
Diario El País